# Silvano Chiumento
Silvano Chiumento (Thiene, 4 giugno 1930 – Thiene, 25 agosto 2000) è stato un calciatore italiano.

## Carriera
Centrocampista di quantità, cresce nel Thiene, dove viene seguito, nel corso delle stagioni, dagli allenatori Gastone Prendato (che lo fece esordire in prima squadra nella stagione 1947-1948), Gino Colaussi (1948-1949) e Sandro Puppo (1949-1950).
Passa al Vicenza in Serie B, categoria mantenuta anche con il Genoa, la Pro Patria (condotta in serie A) ed il Padova. Dopo Vicenza quindi, sono 4 le squadre in cui milita che con il suo contributo passano dalla Serie B alla serie A: Genoa, Pro Patria, Padova e Atalanta. 
Con il Padova disputa quattro campionati, dei quali tre di Serie A, diventandone un elemento fondamentale.
Passa all'Atalanta dove tuttavia non riesce a raccogliere quanto sperato, venendo subito ceduto al Fanfulla, in serie C, con cui disputa quattro campionati e vi chiude la carriera.

## Palmarès

### Club

#### Competizioni nazionali
- Serie B: 2

Genoa: 1952-1953
Atalanta: 1958-1959